# 康定贝母
康定贝母（学名：Fritillaria cirrhosa var. ecirrhosa）为百合科贝母属下的一个变种。

## 扩展阅读
- 維基物種上的相關：康定贝母